# San Giovannino (Michelangelo)
Il San Giovannino è una statua marmorea di Michelangelo, scolpita verso il 1495-1496 circa e oggi perduta.

## Storia
Il Condivi (1553), seguito dal Vasari (1568), ricordò con una semplice menzione la scultura di un San Giovannino per Lorenzo di Pierfrancesco de' Medici, eseguito, pare, poco prima del celebre Cupido dormiente, pure perduto, quindi dopo il ritorno da Bologna e prima di recarsi a Roma. Il tema prescelto, il protettore di Firenze, doveva ricollegarsi alle simpatie savonaroliane del Medici. Dell'opera si hanno tracce quasi nulle; nel 1756 è ricordata una Testa di san Giovannino spedita in Francia, pure perduta e non necessariamente legata all'opera michelangiolesca. Nel 1936 in Andalusia è stata ritrovata una serie di frammenti di una statua raffigurante san Giovannino, alta circa 130 cm (oggi nella cappella di San Salvador di Úbeda) corrispondente forse a quella realizzata da Michelangelo nel 1495-96 per Lorenzo di Pierfrancesco: la statua potrebbe essere il dono di Cosimo I de' Medici nel 1537 per Francisco De Los Cobos, segretario dell'imperatore Carlo V.

## Descrizione
I tentativi di identificazione del San Giovannino sono stati molteplici e nessuno coronato da un riconoscimento generale nella critica. Tra i primi una statua già in casa Rosselmini a Pisa, oggi ai Musei Statali di Berlino, poi assegnata alla maniera di Pietro Francavilla della fine del XVI secolo; una alla Pierpont Morgan Library (Middeldorf), poi avvicinata a Giovan Francesco Rustici (Ragghianti) o al Cosini (De Tolnay); il San Giovannino conservato al Museo San Giovanni de' Fiorentini a Roma (Longhi, in Paragone, 1958); il Giovanni Battista del Bargello (Parronchi 1960 e 1968), già ascritto a Donatello e infine attribuito da Kauffmann a Francesco da Sangallo; infine una statua già di proprietà Tozzi a New York consunto però da puliture drastiche (De Maffei 1964), probabile derivazione da Pierino da Vinci.
L'iconografia dell'opera è stata riconosciuta da Charles de Tolnay in un disegno di Baccio Bandinelli al Cabinet des Dessins del Louvre (qui riprodotto).